# Phyllocnistis aurilinea
Phyllocnistis aurilinea är en fjärilsart som beskrevs av Philipp Christoph Zeller 1877. Phyllocnistis aurilinea ingår i släktet Phyllocnistis och familjen styltmalar.
Artens utbredningsområde är Colombia. Inga underarter finns listade i Catalogue of Life.